# Zaleska Wola
Pour les articles homonymes, voir Zaleska Wola.
Zaleska Wola est une localité polonaise de la gmina de Radymno, située dans le powiat de Jarosław en voïvodie des Basses-Carpates.